# PRODUCE X 101 - 31 Boys 5 Concepts
『PRODUCE X 101 - 31 Boys 5 Concepts』（プロデュース エックス　ワンオーワン　サーティーワンボーイズ ファイブコンセプツ）は、2019年7月5日にStone Music Entertainmentから配信限定でリリースされたPRODUCE X 101のミニアルバム。

## 概要
本作は2019年5月から7月まで韓国等アジアで放送されている公開オーディション番組「PRODUCE X 101」のオーディションに使用されているオリジナル曲を収録したデジタルアルバムとしてリリースされた。
101人の練習生のうち、視聴者投票を経て選ばれた31人が、様々なジャンルの課題曲に5つのチームに分かれ挑戦（番組内で「コンセプト評価」と言われる）するが、その課題曲の5曲すべてを収録している収録曲は2019年7月6日放送の「PRODUCE X 101」で公開放送で6曲すべて歌われている。

## 収録曲
1. U GOT IT (3:08)
参加メンバー - ハン・スンウ、イ・ウンサン、チュ・チャンウク、ファン・ユンソン、キム・ヨハン、★キム・ウソク
2. Monday to Sunday(3:36)
参加メンバー - ★トニー、イ・セジン、ナム・ドヒョン、イ・ヒョプ、チュ・チャンウク、キム・ミンギュ、キム・ドンユン
3. 이뻐이뻐(Pretty Girl)(3:32)
参加メンバー - ★ソン・ドンピョ、イ・ジヌ、カン・ミンヒ、ク・ジョンモ、ソン・ヒョンジュン、ハム・ウォンジン
4. Super Special Girl(3:05)
参加メンバー - カン・ヒョンス、クム・ドンヒョン、パク・ソノ、チェ・スファン、ソン・ユビン、★キム・シフン
5. 움직여(MOVE)(3:24)
参加メンバー - イ・ハンギョル、チェ・ビョンチャン、キム・グクホン、キム・ヒョンビン、★チョ・スンヨン、イ・ジンヒョク

（★は曲のセンター）

## チャート成績
iTunesの総合アルバムダウンロードの各国チャートでは日本・台湾・タイ・シンガポール・インドネシアなどで2019年7月6日付で1位にランクインしている。
収録曲ごとの韓国でのヒットチャート成績は以下の通り。
| 韓国の週間音楽チャート（最高位） | 韓国の週間音楽チャート（最高位） | 韓国の週間音楽チャート（最高位） | 韓国の週間音楽チャート（最高位） | 韓国の週間音楽チャート（最高位） |
| 収録曲名                         | メロン 週間チャート              | NAVER 週間チャート               | Mnet 週間チャート                | gaon 週間チャート                |
| -------------------------------- | -------------------------------- | -------------------------------- | -------------------------------- | -------------------------------- |
| U GOT IT                         | 36位                             | 31位                             | 23位                             | 21位                             |
| 이뻐이뻐(Pretty Girl)            | 54位                             | 67位                             | 39位                             | 32位                             |
| 움직여(MOVE)                     | 55位                             | 42位                             | 29位                             | 30位                             |
| Monday to Sunday                 | -                                | 100位                            | 64位                             | 52位                             |
| Super Special Girl               | -                                | -                                | 74位                             | 76位                             |